# Agence exécutive pour les petites et moyennes entreprises
L'Agence exécutive pour les petites et moyennes entreprises (EASME, sigle du nom anglais Executive Agency for Small and Medium-sized Enterprises) est une agence exécutive de l'Union européenne basée à Bruxelles, en Belgique.